# Хейрабад (Шазанд)
Хейрабад (перс. خيراباد/خرخ/پ) — село в Ірані, у дегестані Нагр-е Міян, у бахші Заліян, шагрестані Шазанд остану Марказі. За даними перепису 2006 року, його населення становило 469 осіб, що проживали у складі 93 сімей.

## Клімат
Середня річна температура становить 10,56°C, середня максимальна – 30,12°C, а середня мінімальна – -12,41°C. Середня річна кількість опадів – 285 мм.
| Клімат поселення                              | Клімат поселення | Клімат поселення | Клімат поселення | Клімат поселення | Клімат поселення | Клімат поселення | Клімат поселення | Клімат поселення | Клімат поселення | Клімат поселення | Клімат поселення | Клімат поселення | Клімат поселення |
| Показник                                      | Січ.             | Лют.             | Бер.             | Квіт.            | Трав.            | Черв.            | Лип.             | Серп.            | Вер.             | Жовт.            | Лист.            | Груд.            |                  |
| Середній максимум, °C                         | 5,13             | 7,19             | 11,57            | 18,16            | 23,25            | 28,37            | 30,12            | 30,01            | 25,06            | 18,78            | 11,86            | 6,41             |                  |
| Середня температура, °C                       | −3,64            | −1,58            | 2,80             | 9,39             | 14,48            | 19,60            | 24,02            | 23,92            | 18,97            | 12,69            | 5,77             | 0,32             |                  |
| Середній мінімум, °C                          | −12,41           | −10,35           | −5,96            | 0,63             | 5,70             | 10,84            | 17,94            | 17,83            | 12,89            | 6,61             | −0,32            | −5,77            |                  |
| Норма опадів, мм                              | 43               | 36               | 51               | 39               | 36               | 8                | 1                | 1                | 1                | 6                | 25               | 38               |                  |
| Середньомісячна швидкість вітру, м/с          | 1.30             | 2.09             | 2.94             | 3.04             | 2.70             | 2.31             | 2.23             | 2.25             | 2.18             | 2.00             | 1.72             | 1.74             |                  |
| Середньомісячна сонячна радіація, кДж/м²·день | 9368             | 12451            | 14944            | 18217            | 22248            | 27053            | 25930            | 24148            | 21278            | 15761            | 11018            | 8994             |                  |
| --------------------------------------------- | ---------------- | ---------------- | ---------------- | ---------------- | ---------------- | ---------------- | ---------------- | ---------------- | ---------------- | ---------------- | ---------------- | ---------------- | ---------------- |
| Джерело:                                      |                  |                  |                  |                  |                  |                  |                  |                  |                  |                  |                  |                  |                  |